# Ortsbrust

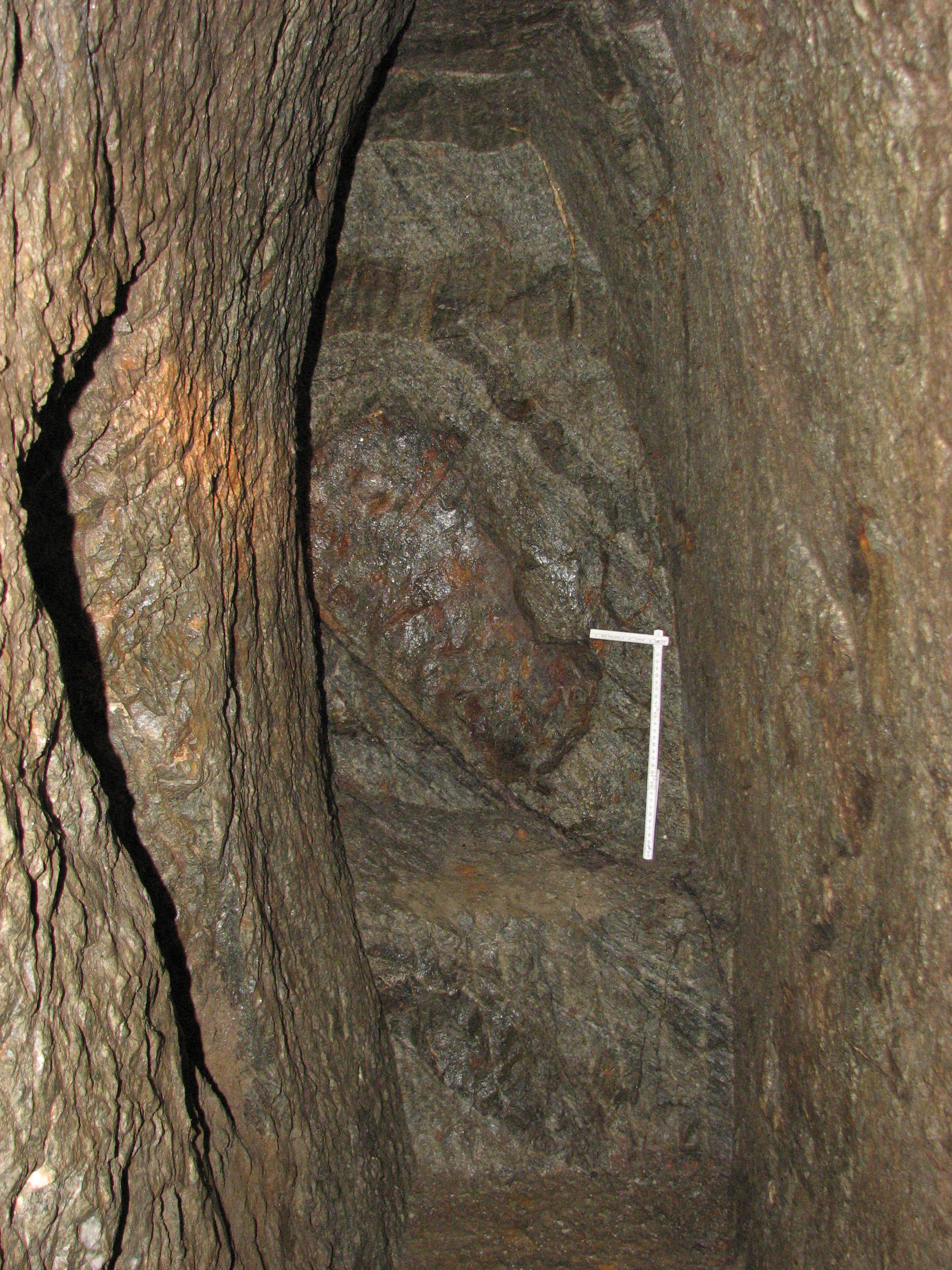
Ortsbrust, 16.–17. Jahrhundert

Eine Ortsbrust, auch Ortsstoß genannt, ist die Stelle einer Strecke eines Stollens oder eines Tunnels, an der bergmännischer Vortrieb stattfindet. Zusammen mit den seitlichen Begrenzungsflächen bildet sie den Stoß.
Allgemein wird beim Untertagebau diejenige Begrenzungsfläche eines söhligen (waagerechten) oder geneigten Grubenbaus, die in Vortriebsrichtung liegt, an der mit bergmännischen Verfahren erfolgender Vortrieb stattfindet oder stattgefunden hat und Gebirge hereingewonnen wurde, als „Ortsbrust“ bezeichnet. In gleichem Sinne werden im Tunnelbau anstelle des Begriffs Ortsbrust auch analog die Begriffe Tunnel- und Stollenbrust gebraucht.
Die zur direkten Rohstoffgewinnung dienenden Abbaufronten werden im Allgemeinen nicht als Ortsbrust, sondern als Abbaustoß bezeichnet.

## Weitere Begriffe
- Firste – die obere Begrenzung,[5]
- Sohle – der Boden, bzw. das Höhenniveau des Abbaus,[3]
- Stoß – die jeweils senkrecht (auch schräg) stehende Wand.[1]